# Колчанов, Михаил Егорович
Михаил Егорович Колчанов (1923-1972) — старший сержант Советской Армии, участник Великой Отечественной войны, Герой Советского Союза (1945).

## Биография
Михаил Колчанов родился 16 ноября 1923 года в деревне Осоко-Ковали (ныне — Зеленодольский район Татарстана). После окончания семи классов школы работал слесарем на одном из казанских заводов. В 1939—1940 годах проходил службу в Рабоче-крестьянской Красной Армии. В ноябре 1941 года Колчанов повторно был призван в армию. С декабря того же года — на фронтах Великой Отечественной войны. К лету 1944 года гвардии старший сержант Михаил Колчанов командовал отделением разведки 279-го лёгкого артиллерийского полка 23-й гвардейской лёгкой артиллерийской бригады 5-й артиллерийской дивизии прорыва 4-го артиллерийского корпуса прорыва 69-й армии 1-го Белорусского фронта. Отличился во время освобождения Польши.
Во время уличных боёв в Люблине Колчанов уничтожил несколько вражеских огневых точек, благодаря чему пехота смогла продолжить наступление. 1 августа 1944 года Колчанов переплыл Вислу в районе населённого пункта Застув-Карчмиски в 20 километрах к югу от Пулавы и, находясь на передовой, корректировал огонь дивизиона. Его действия способствовали успешному расширению плацдарма на западном берегу Вислы.
Указом Президиума Верховного Совета СССР от 21 февраля 1945 года гвардии старший сержант Михаил Колчанов был удостоен высокого звания Героя Советского Союза с вручением ордена Ленина и медали «Золотая Звезда».
В 1946 году Колчанов был демобилизован. Проживал и работал сначала в городе Губкине Белгородской области, а в 1964 году переехал в Алма-Ату. Скоропостижно скончался 19 мая 1972 года.
Был также награждён орденами Красной Звезды и Славы 3-й степени, рядом медалей.